# 버지스 젱킨스
버지스 젱킨스(Burgess Jenkins, 1973년 10월 24일 ~ )는 미국의 배우이다.

## 출연 작품
- 퍼스트 레이디 (2020)
- 마운틴 탑 (2017)
- 아이 엠 포텐셜 (2015)
- 수지스 호프 (2013)
- 공평하신 하나님 (2013)
- 히어로 (2012)
- 레드 더트 라이징 (2011)
- 키 맨 (2011)
- 크리스마스 큐피드 (2010)
- 트라이얼 (2010)
- 웨슬리 (2009)
- 인/시그니피컨트 아더스 (2009)
- 마이 페이크 피앙세 (2009)
- 아미 와이브즈 1 (2007)
- 폴 다운 데드 (2007)
- 리핑 - 10개의 재앙 (2007)
- 원 트리 힐 (2003)
- 언쉐클 (2000)
- 리멤버 타이탄 (2000)